# Allophylus zeylanicus
Allophylus zeylanicus là một loài thực vật thuộc họ Sapindaceae. Đây là loài đặc hữu của Sri Lanka.